# Palo Grande, Tequixquiac
Palo Grande är en ort i Mexiko.   Den ligger i kommunen Tequixquiac och delstaten Mexiko, i den sydöstra delen av landet, 50 km norr om huvudstaden Mexico City. Palo Grande ligger 2 262 meter över havet och antalet invånare är 223.
Terrängen runt Palo Grande är platt österut, men västerut är den kuperad. Runt Palo Grande är det ganska tätbefolkat, med 207 invånare per kvadratkilometer. Närmaste större samhälle är Tequixquiac, 3,5 km väster om Palo Grande. Trakten runt Palo Grande består till största delen av jordbruksmark.